# Xerotus afer
Xerotus afer är en svampart som beskrevs av Fr. 1828. Xerotus afer ingår i släktet Xerotus och familjen Polyporaceae.   Inga underarter finns listade i Catalogue of Life.